# Johann Thaurer von Gallenstein
Johann Nepomuk Thaurer Ritter von Gallenstein (* 11. September 1779 in Judenburg; † 22. November 1840 in Klagenfurt) war ein österreichischer Jurist und Schriftsteller. Er schrieb die Landeshymne von Kärnten, das Kärntner Heimatlied.

## Leben
Gallenstein studierte in Graz Jus. Er heiratet im Jahr 1807 Josephine von Stari. Danach arbeitete er als Verwalter der Herrschaften Wiesenau und Payerhofen im Lavanttal, die sich im Besitz seiner Familie befanden. Zugleich wurde er Justitiär in Wolfsberg. 1820 trat er in Klagenfurt das Amt des ständischen Expedits- und Registraturdirektors an und bekleidete von 1821 bis 1822 das Amt des dortigen Bürgermeisters. Er verstarb 1840 in Klagenfurt.
Sein Sohn Meinrad Thaurer von Gallenstein war ein bekannter Benediktinermönch und Naturforscher.

## Werk
Gallensteins bekanntestes Werk ist das Gedicht „Da, wo Tirol an Salzburg grenzt“, das am 2. November 1822 in der Zeitschrift „Carinthia“ erschien und dessen erste drei Strophen heute die ersten drei Strophen des Kärntner Heimatliedes bilden. Die vierte Strophe wurde nicht in die Hymne aufgenommen und lautet: 
Und breitet über Öst'reichs Haus

Der Kaiseraar die Schwingen aus - 

Dann auch, von Feinden ungeneckt,

Sein Flügelpaar Karenta deckt;

Und segnend strecket Franzens Hand

Sich über dich, mein Vaterland!
In seiner Lyrik ist häufig die Geschichte Kärntens Thema, wie auch in seinen romantisch-historischen Erzählungen: 14 von 20 Balladen und 22 von 33 Erzählungen behandeln dieses Thema. Sie sind vorwiegend in der „Carinthia“ und in der „Kärntnerischen Monatsschrift“ erschienen. Kennzeichnend für die Erzählungen ist eine blumenreiche Prosa, reine Moral und eine feurige Vaterlandsliebe. Thema und Technik der Erzählungen sind allerdings recht einheitlich. Zahlreiche Erzählungen spielen im 13. Jahrhundert. Dazu zählt die Erzählung „Herzog Bernhard und sein Hof“, die eine Glanzzeit Kärntens unter Bernhard von Spanheim darstellt. 
Gallensteins Dramen sind als romantisch-historisch eingeordnet worden. Aus dem Jahr 1826 stammt das Stück „Die Belagerung von St. Veit im Jahre 1442“, von 1829 „Kaiser Karl V. in Villach“.